# 2022年日本補選
2022年日本補選（日語：2022年日本の補欠選挙）是指2022年日本參眾兩院的補選。本年將進行一個參議院選舉區的補選。

## 補選概要
補選通常會在每年4月及/或者10月舉行，參眾兩院剩餘任期時間不到一年時會直接空缺。
如果有空缺，將舉行補選。

### 4月

#### 參議院
- 石川縣議員山田修路（日语：山田修路）因參選石川縣知事而辭職。

## 4月補選

### 石川縣
- 自由民主黨：時任參議院比例區議員宮本周司（日语：宮本周司）
- 日本共產黨：時任日本共產黨靜岡縣委員会書記長西村祐士
- 立憲民主黨：眾議院四國比例代表區前候選人小山田經子（日语：小山田経子）
- NHK黨：齊藤健一郎（日语：齊藤健一郎）

| 姓名       | 所屬政黨   | 其他支持政黨 | 得票數  | 得票率  | 當選標記 |
| ---------- | ---------- | ------------ | ------- | ------- | -------- |
| 宮本周司   | 自由民主黨 | 公明黨       | 189,503 | 68.41%  |          |
| 西村祐士   | 日本共產黨 |              | 18,158  | 6.56%   |          |
| 小山田經子 | 立憲民主黨 | 社會民主黨   | 59,906  | 21.63%  |          |
| 齊藤健一郎 | NHK黨      |              | 9,430   | 3.40%   |          |
| 選舉人數   | 選舉人數   | 選舉人數     | 943,001 | 943,001 | 943,001  |
| 投票率     | 投票率     | 投票率       | 29.93%  | 29.93%  | 29.93%   |